# هورتون كوم بيل (تشيشير)
هورتون كوم بيل (بالإنجليزية: Horton cum Peel)‏ هي قرية و أبرشية مدنية تقع في المملكة المتحدة في إنجلترا.  يقدر عدد سكانها بـ 15 نسمة .